# Czarny Las
Czarny Las este o arie protejată (sit de importanță comunitară — SCI) din Polonia întinsă pe o suprafață de 27,14 ha, integral pe uscat.

## Localizare
Centrul sitului Czarny Las este situat la coordonatele 57°43′02″N 22°55′20″E / 57.7171°N 22.9223°E.

## Înființare
Situl Czarny Las a fost declarat sit de importanță comunitară în aprilie 2004 pentru a proteja un număr necunoscut de specii din flora spontană și fauna sălbatică aflate în arealul zonei.

## Biodiversitate
Situată în ecoregiunea continentală, aria protejată conține 1 habitat natural: Păduri de stejar și carpen Galio-Carpinetum.
La baza desemnării sitului se află un număr nedeclarat de specii protejate.